# Pieter van der Does

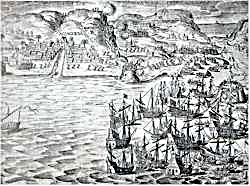
Ataque de Van der Does à cidade Las Palmas da Grã Canária numa gravação holandesa do século XVII

Pieter van der Does (Leida, 1562 — Ilha de São Tomé, 24 de outubro de 1599) foi um marinheiro, militar e pirata neerlandês.

## Confrontamento
Em maio de 1599 os Estados Gerais dos Países Baixos outorgaram-lhe o comando de uma frota de 74 navios de guerra, com insígnia no Orangieboom, e nove companhias de 200 soldados, com um total de 8 ou 9 000 homens. A armada agrupava-se em três esquadras, a cada uma com insígnia laranja, branca e azul, respectivamente: a esquadra laranja comandava-a o próprio Pieter van der Does; a esquadra branca estava baixo as ordens de Jan Gerbrantsz; a azul levava como vice-almirante a Cornelis Geleyntsz van Vlissingen.
Tão imensa armada devia mirar um duro golpe aos espanhóis, cortando as comunicações entre Espanha e seus territórios ultramarinos capturando quantos barcos espanhóis pusessem-se a seu alcance. No entanto, depois de zarpar do porto de Flessingue a 28 de maio de 1599, foi de falhanço em falhanço.
Dispôs-se a atacar a costa norte espanhola, mas achando Corunha e Cádis sobre aviso e preparadas para resistir ao seu ataque, fracassou. Abandonou a Península Ibérica e dirigiu-se às colónias espanholas. A frota holandesa lançou-se sobre a cidade das Las Palmas, na ilha da Grã Canária, a 25 de junho de 1599, conquistando-a a 28. Incapazes de conquistar a ilha inteira da Grande Canária e derrotados pelos islenhos, a 8 de julho queimaram a cidade e retiraram-se com cerca 1 400 mortos e 60 feridos, não sem dantes ter protagonizado o ataque pirata mais importante na história de dita cidade e das Canárias. A seguir, a armada saqueou a ilha de La Gomera.
Então dividiu-se em dois: 35 naves retornaram a sua pátria baixo as ordens de Jan Gerbrantsz, com destino às colónias espanholas das Caraíbas, enquanto as demais prosseguiram a campanha com Van der Does na costa africana. O almirante holandês dirigiu-se à portuguesa ilha de São Tomé, no golfo da Guiné, onde se apoderou sem maior dificuldade da população fortificada de Pavoasao, obtendo um grande botim consistente em 100 peças de artilharia, 1 900 caixas de açúcar, 1 400 presas de elefante, muito algodão e outras mercadorias.
No entanto, os neerlandeses também se encontraram com uma terrível doença, a malária, que se cobrou em torno de 1 800 vidas, entre elas a do próprio Pieter van der Does.
Pelo número de baixas e os discretos lucros obtidos, a empresa foi um rotundo falhanço. Inclusive, de volta a casa e à vista de Flesinga, um dos galeões da expedição, dizimado pela malária, foi capturado depois de um breve combate por uma galera espanhola. O botim, valorizado em 30 000 libras, nem sequer compensou as despesas da expedição, e, para cúmulo, resultou que uma terceira parte do mesmo era propriedade de empresas das Províncias Unidas. Outra boa parte era propriedade de venezianos, aos que teve que indemnizar.